# Peter Smalun

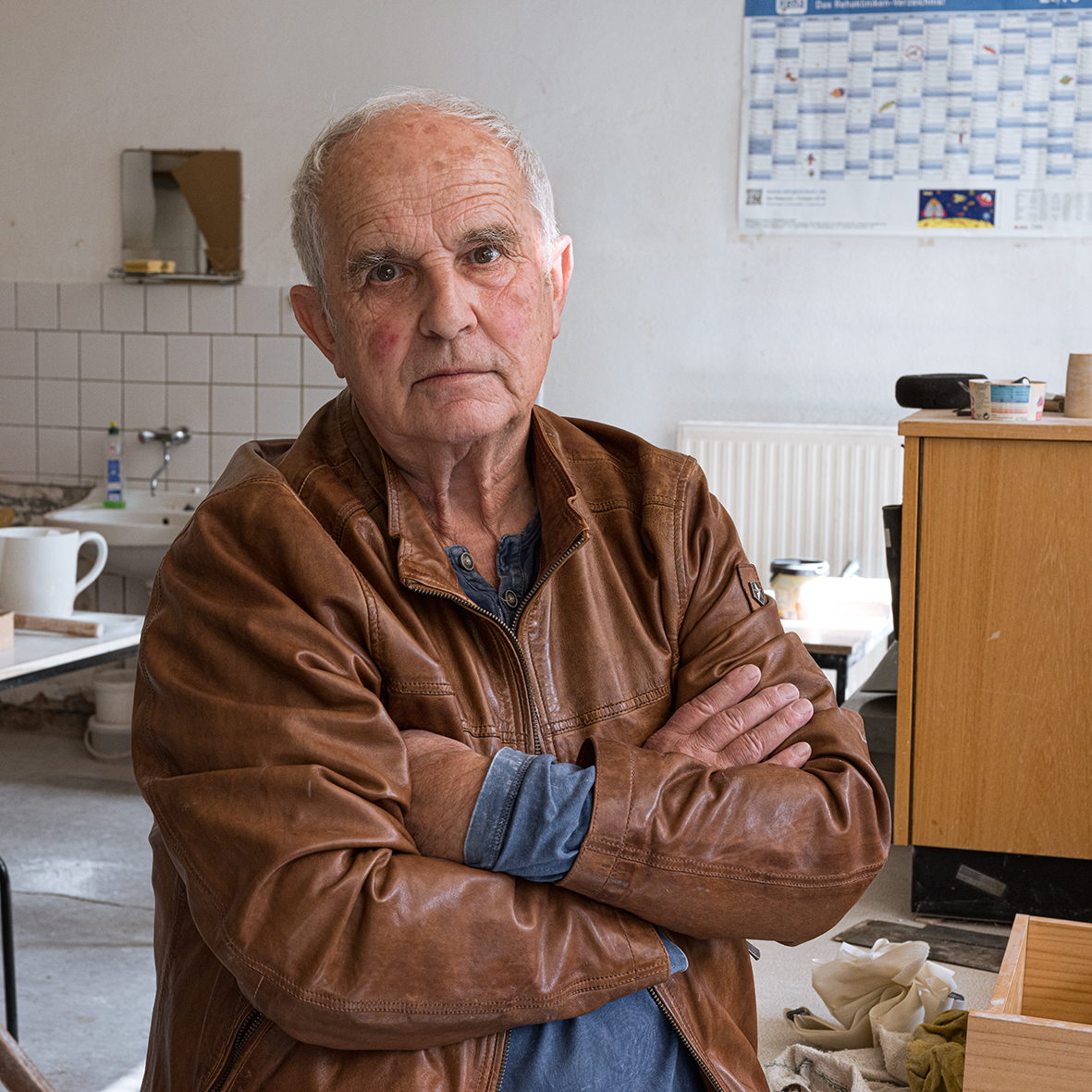
Peter Smalun 2019 in der stillgelegten Porzellanmanufaktur Weimar Porzellan, Blankenhain.

Peter Smalun (* 2. Mai 1939 in Marienburg; † 13. August 2023 in Ilmenau) war ein deutscher Formgestalter. Er entwarf für namhafte Porzellanunternehmen der DDR und international rund 18 Geschirrserien und an die 40 Einzelformen. Viele seiner Service und Zierporzellane sind bis heute im visuellen Gedächtnis der Ostdeutschen verhaftet. Als damals jüngster Formgestalter erhielt Peter Smalun 1965 die Goldmedaille der Leipziger Messe für sein Teeservice Exquisit.

## Leben
Ende des Zweiten Weltkrieges kam Peter Smalun als westpreußischer Flüchtling nach Blankenhain in Thüringen. Hier erlernte er nach Ende seiner Schulzeit von 1953 bis 1956 bei seinem damaligen Lehrmeister Georg Küspert den Beruf des Modelleurs im VEB Weimar Porzellan. Gleich nach dieser Ausbildung wurde er vom Betrieb an die Fachschule für angewandte Kunst Sonneberg und anschließend an die Ingenieurschule für Keramik Hermsdorf/Thür. delegiert. In Hermsdorf schloss er 1962 als Gefäß-Gestalter ab, seine Abschlussarbeit mit dem Thema Entwicklung und Herstellung eines Kaffeeservices unter Berücksichtigung der gestalterischen, technischen und ökonomischen Probleme zur Erreichung hoher Produktionsvorteile im Hinblick auf die Produktionsverhältnisse in der Porzellanfabrik Kalk Nachf., Eisenberg ging ebendort unter dem Namen Stella in Produktion und Smalun wurde für zwei Jahre Leiter der Modellabteilung des Porzellanwerks Kalk. In diesen zwei Jahren absolvierte er neben der Arbeit zusätzlich ein Teilzeitstudium als Dekor-Gestalter, ebenfalls an der Ingenieurschule für Keramik Hermsdorf/Thür.
Aus familiären Gründen wechselte Smalun 1964 zurück zum VEB Weimar Porzellan, Blankenhain. In den Folgejahren entstanden hier viele seiner auch heute noch überaus bekannten und preisgekrönten Porzellanentwürfe. 1967 erhielt Smalun den Auftrag, als Spezialist der Porzellanbranche und Delegierter der DDR in Syrien eine Porzellanfabrik mit aufzubauen. Im Rahmen eines Abkommens über die wissenschaftlich-technische Zusammenarbeit zwischen der DDR und der Syrischen Arabischen Republik wurden zu dieser Zeit 5 Fachkräfte aus der Porzellanbranche entsandt, und so reiste Smalun – als damals 28-Jähriger – mit Frau und Tochter für zwei Jahre nach Damaskus. Dort plante und strukturierte er in dieser Zeit die Modellabteilung, die Formengießerei und die Dekorabteilung mit und lernte neue syrische Mitarbeiter für das Damaszener Porzellanwerk an. Die kulturellen Einflüsse aus dieser Auslandstätigkeit flossen nach Smaluns Rückkehr nach Blankenhain zu Weimar Porzellan besonders sichtbar in die Servicegestaltung „Harmonie“ ein; das Service wurde ein großer Erfolg.
1971 berief der VVB Keramik Peter Smalun nach Ilmenau zur Mithilfe beim Aufbau einer neuen Porzellanfabrik. Das neue Werk sollte zur damals größten und modernsten Porzellanfertigungsstätte ausgebaut werden. Mehrere in und um Ilmenau tätige Porzellanmanufakturen und -fabriken wurden mit neuer Produktionsstätte und rund 2500 Mitarbeitern 1973 zum Neuen Porzellanwerk Ilmenau „Graf von Henneberg“. Smalun war dort Abteilungsleiter der Formgestaltung und insgesamt an 13 Formentwürfen beteiligt – darunter waren auch die beiden eigenen Service „Hera“ und „Diana“. Ebenso absolvierte er in dieser Zeit ein Fernstudium an der Burg Giebichenstein – Hochschule für industrielle Formgestaltung in Halle, welches er 1979 als Diplom-Formgestalter abschloss.
Zwischen 1977 und 1986 war Smalun als Forschungsingenieur im VEB Eisen- und Hüttenwerk Thale tätig. Dort gestaltete er Töpfe und Bräter aus emailliertem Stahl. Zudem entwickelte er gemeinsam mit der Technischen Hochschule Ilmenau und dem Glaswerk Ilmenau neue temperaturwechselbeständige Griffelemente aus dem innovativen silikatischen Gusswerkstoff Ilmavit.
Seit 1986 war Peter Smalun als freischaffender Form- und Dekorgestalter mit eigener Atelierwerkstatt in seinem Wohnhaus in Gehren tätig. Hier beschäftigte er sich vorwiegend mit Fayencen, einer Keramiktechnik aus dem 17. Jahrhundert. Er war bis 1990 Mitglied des Verbands Bildender Künstler der DDR. 
Ab 2010 war er auch für einen Iranischen Porzellanhersteller tätig, und er entwarf seither bereits mehrere Service. 2021 wurde er erneut als Berater und Porzellanspezialist in den Iran eingeladen.
Aktuell erlebt die von Peter Smalun 1964 bei Weimar Porzellan entworfene Vase „Tini“ eine Neubelebung. Unter dem Label UNVERLOREN von Susanne Katzenberg wird „TINI“ mit verschiedenen limitierten Editionen neu aufgelegt.

„Eigentlich bin ich erst überzeugt, eine optimale Lösung für mein Produkt gefunden zu haben, wenn es auch nach langer Zeit noch vor dem Verbraucher besteht, wenn es aufgrund seiner funktionalen Tauglichkeit und ästhetischen Gestaltung Langlebigkeit beweist.“

Er starb am 13. August 2023 im Ortsteil Gehren der Stadt Ilmenau.

## Schaffen
Porzellanfabrik Kalk, Eisenberg
- Stella, 1962–63 (Speise-, Tee-, Kaffee-, Mokkaservice)

VEB Weimar Porzellan
- Roxane, 1964 (Mokkaservice)
- Romania, 1964 (Déjeuner)
- Exquisite, 1964 (Teeservice)
- Eleganz, 1965 (Speise-, Kaffee-, Mokkaservice)
- Harmonie, 1970 (Speise-, Tee-, Kaffee-, Mokkaservice)
- Apart 2, 1991–92 (Speise-, Tee-, Kaffee-, Mokkaservice), nur als Muster produziert
- diverse Zierteile, z. B. ein 4-teiliges Vasenset (Boni, Kati Susi, Tini) für das 50-jährige Bauhausjubiläum, Vasen und Schalen mit Relief, Dosen mit Relief

Porzellanwerk Damaskus
- Ahoi, 1968 (Kaffeeservice)

Neues Porzellanwerk Ilmenau „Graf von Henneberg“
- Hera, 1974 (Kaffee- und Mokkaservice)
- Diana, 1976 (Speise-, Kaffee- und Mokkaservice)
- Europa, als Stella im Verkauf, 1995 (Speise-, Tee-, Kaffee-, Mokkaservice)
- Bonjour, 1995 (Zierserie und Gedeck)
- alle Flachgeschirre für das Service Ratio für den Palast der Republik

VEB Eisen- und Hüttenwerk Thale
- Set Bräter, 1979
- Set Töpfe, 1983
- neue Griffelemente aus Ilmavit in verschiedenen Farben, 1983

Porzellanfabrik Stadtlengsfeld
- Bistro, 1992 (Kaffee-Set)

Zariniran
- Service Fatima, heute Shahrzad, 2011
- Service Lotus, 2015–16
- Hotelsortiment (in Arbeit)

## Auszeichnungen
Exquisit
- 1965 Goldmedaille auf der Leipziger Messe
- 1965 Diplom auf dem Concorso Internazionale della Ceramica d’Arte in Faenza, Italien

Romania
- 1966 Diplom auf dem Concorso Internazionale della Ceramica d’Arte in Faenza

Eleganz
- 1967 Goldmedaille auf der Leipziger Messe

Harmonie
- 1970 Goldmedaille auf der Leipziger Messe

Diana
- 1977 Goldmedaille auf der Leipziger Messe

Bräter für Thale
- 1978 Patentanmeldung

## Ausstellungen
- 1967/1968 VI. Kunstausstellung der DDR in Dresden
- 1971, 1975, 1984 Bezirkskunstausstellung Suhl
- 2015 Personalausstellung in der Kulturfabrik Langewiesen
- 2019 Beteiligung an Ausstellung Reine Formsache im Porzellanikon Hohenberg
- 2022/2023 Personalausstellung im GoetheStadtMuseum Ilmenau
- 2024 Personalausstellung auf der Leuchtenburg (bis 25. August 2024)